# Utricularia minor
Utricularia minor este o specie de plante carnivore din genul Utricularia, familia Lentibulariaceae, ordinul Lamiales, descrisă de Carl von Linné. Conform Catalogue of Life specia Utricularia minor nu are subspecii cunoscute.